# Arnold Kröpelin
Arnold Kröpelin auch Arnt Cropelyn (* um 1310 in Rostock; † 1393 oder 1394 ebenda) war ein deutscher Kaufmann, Ratsherr und Bürgermeister der Hansestadt Rostock.

## Leben
Das alte Patriziergeschlecht der Kröpelin (Kropelin, Cropelin, Cropelyn), das seit 1265 im Rostocker Rat vertreten war, galt als das reichste, bekannteste und angesehenste Geschlecht Rostocks mit einem umfangreichen Grundbesitz an Lehen. Arnold Kröpelin entstammte der Ehe des Rostocker Kaufmanns und Ratsherrn Conrad Kröpelin († 1334) und dessen Frau Ermgard († nach 1341), einer Tochter des Arnold von Kyritz († vor 1316). Er war verheiratet mit Elisabeth Rode, der Tochter des Bürgermeisters Heinrich Rode (Rohde) und ab 1344 Ratsherr in Rostock. Nach Heinrich Rodes Tod war er zwischen 1361 und 1392 16-mal Bürgermeister in Rostock.
Seit 1358 war er als Ratssendbote (Gesandter) der Vertreter Rostocks auf 58 Hansetagen und galt als bedeutender Hansepolitiker. Er war bei den außenpolitischen Verhandlungen des Herzogs Albrecht II. von Mecklenburg zugegen. Er war 1361 entscheidend am Zustandekommen des Bündnisses gegen König Waldemar von Dänemark beteiligt, wirkte mit im September 1361 beim Abschluss des Vertrages mit König Magnus II. von Schweden und Norwegen und dessen Sohn Håkon, wie auch 1362 nach der Niederlage der Hanse gegen Dänemark im Ersten Waldemarkrieg an den Waffenstillstandsverhandlungen vom November 1362 in Rostock. 1364 war er zusammen mit Hinrich Frese und Johann Kyritz in Stralsund an weiteren Verhandlungen mit Waldemar beteiligt, 1365 an den Verhandlungen mit Dänemark und bei der Ratifizierung der Vordingborger Verträge in Rostock. Auf dem Hansetag in Köln am 19. November 1367 und der dort beschlossenen Kölner Konföderation als Bündnis der Hansestädte im Krieg gegen Dänemark (und Norwegen) war er nicht vertreten, war jedoch an den dazu geführten Vorverhandlungen maßgeblich beteiligt.
Arnold Kröpelin war der „Typus des kaufmännisch begabten, in seinen Unternehmungen erfolgreichen Patriziers.“ Er war Eigentümer wertvoller Wohngebäude etwa in der Langen Straße, Eigentümer der Kleinschmiedestraße und einer Mühle vor dem Kröpeliner Tor. Sein Grundbesitz umfasste die drei Dörfer Kessin, Deutsch-Kussewitz und Bartelsdorf, den dritten Teil des Dorfes Mönchhagen sowie mehr oder weniger große Teile der Dörfer Wahrstorf, Harmstorf, Teschendorf und Evershagen.
Arnold Kröpelin verstarb zwischen dem 9. Mai 1393 und dem 14. April 1394 in Rostock. Das Rostocker Geschlecht starb mit dem Rathsherrn Lambert (Lambrecht) Kröpelin, dem Urenkel Arnold Kröpelins, 1499 aus. Mit dessen Tochter Anna, ab 1502/03 verheiratet mit Roloff (Rudolf) Kerkhoff, kamen die Güter ins Kirchhoff’sche Haus um Bartold Kerkhof.